# 拉季斯涅 (克拉西利夫區)
49°38′25″N 27°3′30″E / 49.64028°N 27.05833°E
拉季斯內（烏克蘭語：Радісне）是位於烏克蘭西部的村莊，由赫梅利尼茨基州裡赫梅利尼茨基區的什奇博里夫卡市鎮負責管轄。該村始建於1966年，面積3.04平方公里，海拔高度299米，2001年人口954，人口密度每平方公里313.5人。